# Šukrija Alagić
Mehmed Šukrija (event. jen Šukrija, Šukri nebo Šućrija) Alagić (20. května 1881 Tuzla, Bosna a Hercegovina – 31. ledna 1936 Derventa, Království Jugoslávie) byl bosenskohercegovský pedagog, spisovatel a překladatel bosňáckého původu. Sám se považoval za Chorvata islámské víry.

## Životopis
Rodina Alagićova pocházela z hercegovského města Konjic, nicméně Šukrija se narodil v Tuzle, kde jeho otec Mehmed Faik (1843–?) sloužil jako kajmekam, okresní hejtman. Mehmed Faik přivedl na svět sedm synů (Ahmed, Reuf, Halid, Šukrija, Salem, Mustafa i Ćazim) a tři dcery (Nazija, Hiba a Behija). O svém bohatém životě zanechal cenné vzpomínky (Povijest jedne porodice, Spomenik CX, Odjeljenje društvenih nauka, SANU, Bělehrad 1961).
Ruždii (1893), islámskou základní školu, a šest tříd gymnázia Šukrija dokončil v Sarajevu, další dvě třídy v Mostaru. Odmaturoval roku 1901 jako první muslim na mostarském gymnáziu. Mezi lety 1901 a 1905 studoval orientalistiku (starou arabštinu) a slavistiku (srbský aneb chorvatský jazyk) na Vídeňské univerzitě.
Po návratu do vlasti byl 23. srpna 1905 umístěn do sarajevského Vyššího gymnázia, kde vyučoval arabský jazyk. Roku 1909 se pak úředně stal učitelem a roku 1912 profesorem v témže vzdělávacím zařízení. V lednu 1916 byl na vlastní žádost umístěn do mostarského gymnázia a nakonec 30. října 1917 do Chlapecké učitelské školy v Derventě, kam byla za války přesunuta sarajevská učitelská přípravka. Z této školy byl roku 1920 propuštěn kvůli veřejné podpoře Jugoslávské muslimské organizace, vůdčího politického hnutí bosenskohercegovských muslimů mezi dvěma světovými válkami. Od 8. října 1920 pak vyučoval v nižším gymnáziu v Derventě a od 16. prosince 1927 v gymnáziu v Tuzle (kde byl i ředitelem). Dne 16. dubna 1931 byl penzionován, načež se vrátil do Derventy, v níž pak zemřel a byl pohřben.
Již od studií vedl aktivní spolkový život, podílel se na činnosti sdružení Gajret (hlavně za působení Safvet-bega Bašagiće). Roku 1926 byl vybrán do Vakufsko-meárifského pověřenectva v Tuzle, které mělo na starost správu islámských záležitostí v rámci Islámského společenství v Bosně a Hercegovině, o rok později zasedl v ústředním Vakufsko-meárifském sněmu Sarajevu.
Vedle pedagogické činnosti hojně překládal z arabštiny. Sepsal několik učebnic arabského jazyka pro gymnázia, přispíval do islámských periodik (Novi behar, Glasnik Vrhovnog islamskog starješinstva a „Narodna uzdanica“ kalendar) a soustavně překládal Kur'án, byť svatou knihu islámu nestačil přeložit celou.
Z jeho dětí ve veřejném prostoru zanechal nejvíce stop syn Nedžmudin (*1915), který vystudoval práva a jako amatérský historik popularizoval dějiny rodné Derventy.

## Dílo
- Izbor iz kitabu sireti resulillahi: po Muhammed ibni Ishaku (Výbor ze Síratu Rasúli l-Láh: podle Muhammada ibn Isháka, autorem 'Abd al-Málik bin Hišám, redakčně upravil Šukrija Alagić, Sarajevo 1913)
- Arapsko-srpsko-hrvatski rječnik za Izbor iz Kitabu sireti resulillahi (Arabsko-srbo-chorvatský slovník pro Výbor ze Síratu Rasúli l-Láh, Sarajevo 1913)

### překlady z arabštiny
- Abduhu, Muhammad: Tefsiru Kur-anil-kerimi = (Komentar Kurana). 1. knj. (Komentář Kur'ánu) Sarajevo 1926.
- Rida, Muhammad Rashid. Tefsirul Kur-anil-hakimi = (Komentar Kurana). 2. knj. (Komentář Kur'ánu) Sarajevo 1927.
- Elkuranul-hakimu = Kuran-mudri (prijevod i tumač) (Kur'án moudrý: překlad a výklad, 3 sv.) Tuzla–Sarajevo 1931–1932.
- Muhammad Abduhu. Tefsiru džuz i 'amme. (Tafsír džuz’ 'Amma) Sarajevo 1933.
- Kur'an s tumačem. (Kur'án s výkladem) Derventa 1934.